# In a Woman's Heart
Chansons représentant Malte au Concours Eurovision de la chanson
Keep Me In Mind
(1995) Let Me Fly
(1997)
In a Woman's Heart est la chanson représentant Malte au Concours Eurovision de la chanson 1996. Elle est interprétée par Miriam Christine.
La chanson est la sixième de la soirée, suivant Mono Yia Mas par Constantínos Christofórou pour Chypre et précédant Sveta ljubav par Maja Blagdan pour la Croatie. À la fin des votes, elle obtient 68 points, finit 10e sur les 23 participants.

## Source de la traduction
- (en) Cet article est partiellement ou en totalité issu de l’article de Wikipédia en anglais intitulé « In a Woman's Heart » (voir la liste des auteurs).